# Park Koliště
Park Koliště je park u ulice Koliště v Brně v městské části Brno-střed, vzniklý postupně v letech 1793–1864 na místě bývalých městských hradeb.

## Popis a historie
Park má tvar čtverce ohraničeného na vnější straně ulicí Koliště, na vnitřní straně ulicemi Rooseveltova a Za divadlem. Na severozápadním konci oblouku je ulice Lidická, na jihovýchodním budova Magistrátu města Brno. Ulice Jezuitská ho půlí na dvě části. Název ulice i parku je odvozen ze slova "koliště", českého označení pro vnější část hradeb, kterou tvořil plochý val na vnější straně příkopu, pozvolna klesající do okolí (francouzsky glacis). Park se totiž nachází právě v místech, kde byly původně vnější brněnské hradby; už po roce 1793 vznikla jeho nejstarší část, promenádní alej stromů před vnějšími hradbami (v místech nynější Nádražní a Benešovy ulice). Vnější pás hradeb potom nechal v roce 1809 císař Napoleon zbořit a v roce 1831 byla zbořena i vnitřní hradba. Na místě hradeb vznikla tzv. "okružní třída" a podél její východní části byly po roce 1816 provedeny sadové úpravy. Jejich iniciátorem byl tehdejší moravský zemský hejtman, hrabě Antonín Bedřich Mitrovský. Práce v dalších desetiletích pokračovaly; park byl koncipován jako společenská promenáda s lavičkami a odpočinkovými zákoutími a byl osázen vzácnými dřevinami a keři.
Ještě v roce 1835 se parková úprava s alejemi táhla od dnešního Moravského náměstí až k parku Denisovy sady (dříve Františkov), výstavbou nádraží a celnice se park zmenšil. Byl ale postupně zaplňován drobnými stavbami (byl tu např. tzv. "Wetterhäuschen", meteorologický sloup s malou kopulí a s údaji o čase, teplotě, vlhkosti a čistotě vzduchu, nebo tzv. Wawrova fontánka a později i hudební pavilon), a také několika pomníky (pomník básníka Friedricha Schillera, pomník dramatika Franze Grillparzera, pomník brněnského starosty Gustava Winterhollera, tzv. Švédský pomník obráncům Brna v místech bojů proti Švédům v roce 1645). V roce 1915 tu bylo instalováno sousoší Poutníci (od Franty Úprky) a v roce 1932 pamětní deska J. W. Goetha. Kromě sousoší Poutníků, pouze přemístěného na jiné místo parku, byla tato díla po roce 1918 nebo po roce 1945 odstraněna.
K dalším úpravám plochy parku došlo v letech 1940–1941 v souvislosti s výstavbou tramvajové linky do Černých Polí a pak zejména v první polovině 60. let 20. století, kdy se park výrazně zmenšil výstavbou Janáčkova divadla. To už tu ale stály také jiné stavby: v jižnější polovině u dnešního Malinovského náměstí tzv. Dům umění (původně "Künstlerhaus" z let 1910–1911) a v severnější části tzv. Zemanova kavárna od architekta Bohuslava Fuchse z roku 1926 (protože stála na místě Janáčkova divadla, byla v roce 1964 zbourána a na jiném místě parku u Jezuitské ulice vznikla v letech 1994–1995 její replika).
Do parku byly také po roce 1945 instalovány nové sochy: v roce 1955 pomník Vítězství Rudé armády nad fašismem (od Vincence Makovského, v severozápadní části parku), a v tomtéž roce byl z Moravského náměstí přenesen na opačný konec parku pomník s bustou maršála R. J. Malinovského (rovněž Vincenc Makovský, 1949). U divadla je umístěna alegorie moravské orlice z roku 1970 (Olbram Zoubek), pomník Leoše Janáčka z roku 1975 (autoři Stanislav Hanzl, Otakar Oplatek, Vilém Zavřel) a sousoší bratří Mrštíků z roku 1975 (podle návrhu Vincence Makovského). U ulice Za divadlem je plastika Amfora a socha Česající se dívka z roku 1961 od Sylvy Lacinové. Střední část parku doplňují keramické plastiky Královna noci, Papageno a keramická ptačí pítka od Tamary Diviškové.
Výzdobu parku doplňuje v jeho severnější části světelná fontána ve tvaru opony, vodotrysk a několik kašen. V letech 2012–2013 byla provedena rozsáhlá rekonstrukce parku.

## Galerie

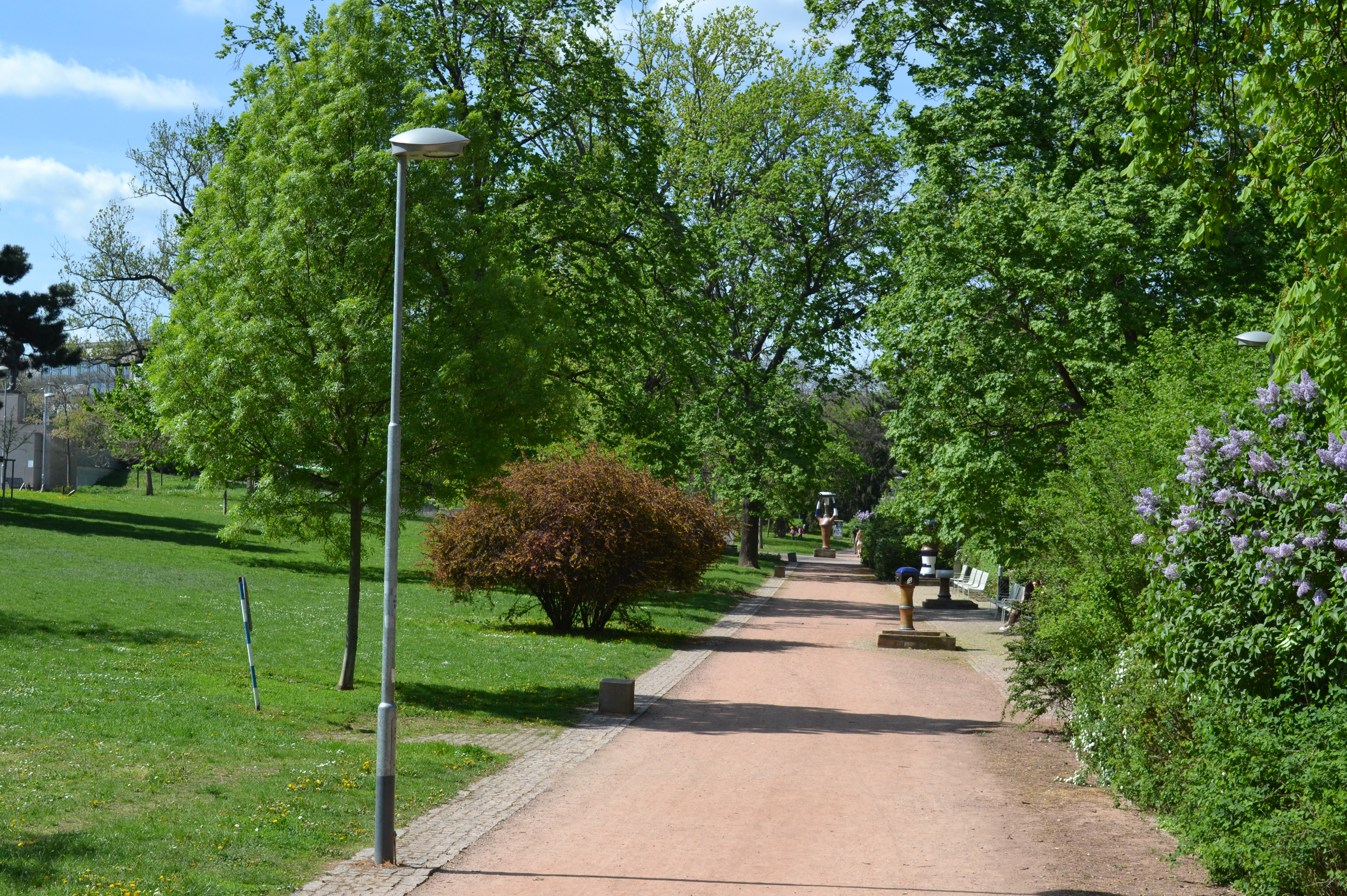
Východní část
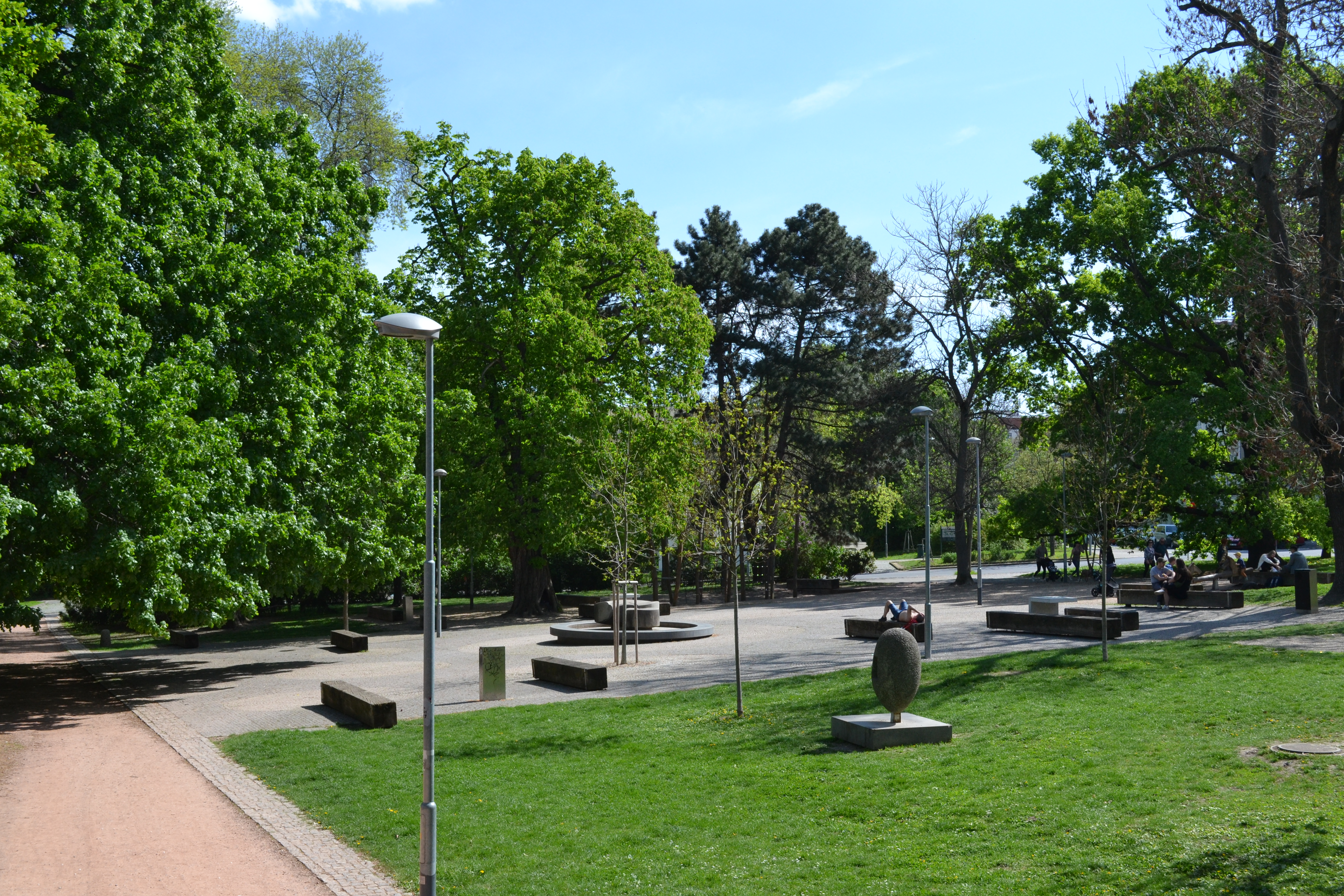
Východní část
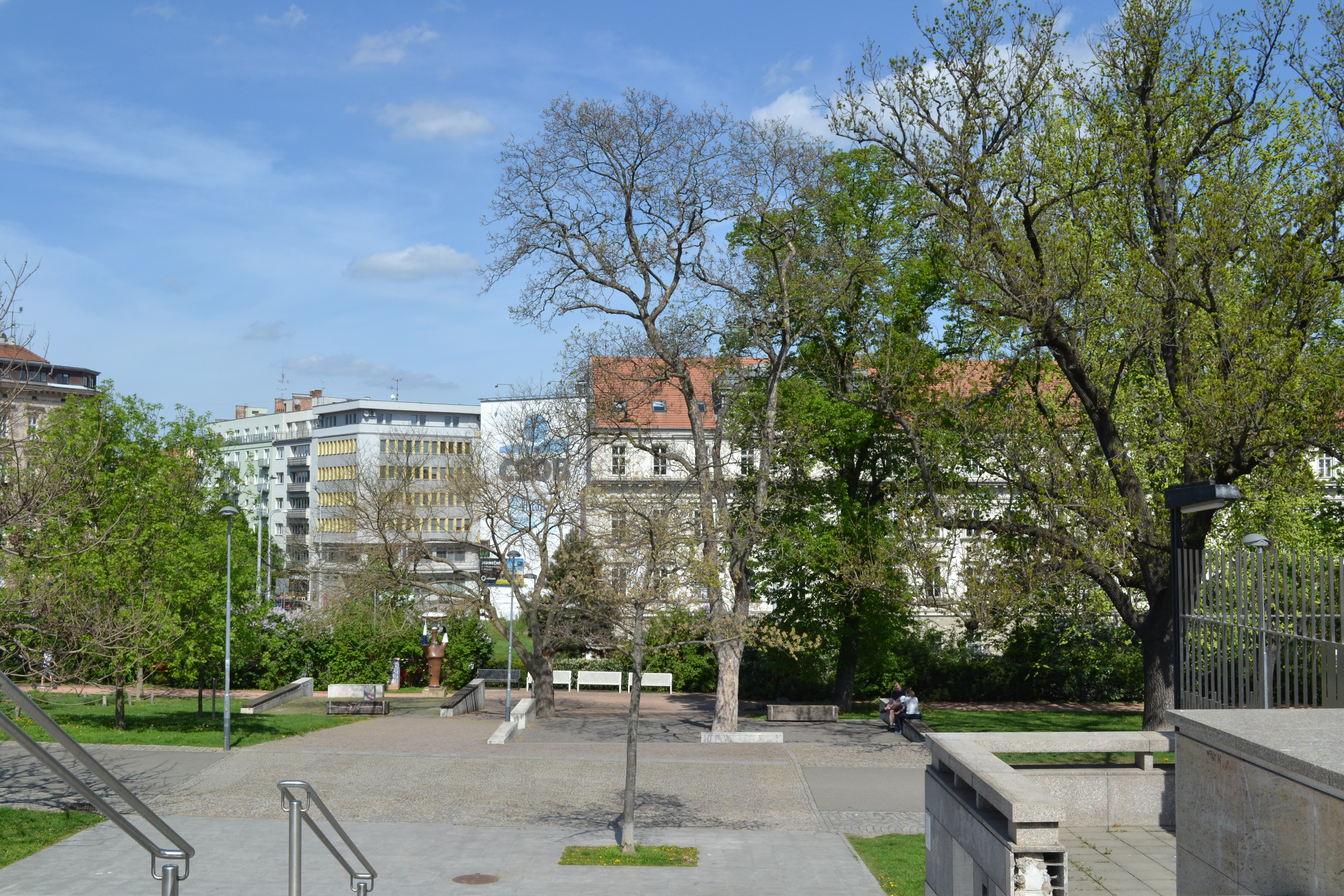
Část u divadla
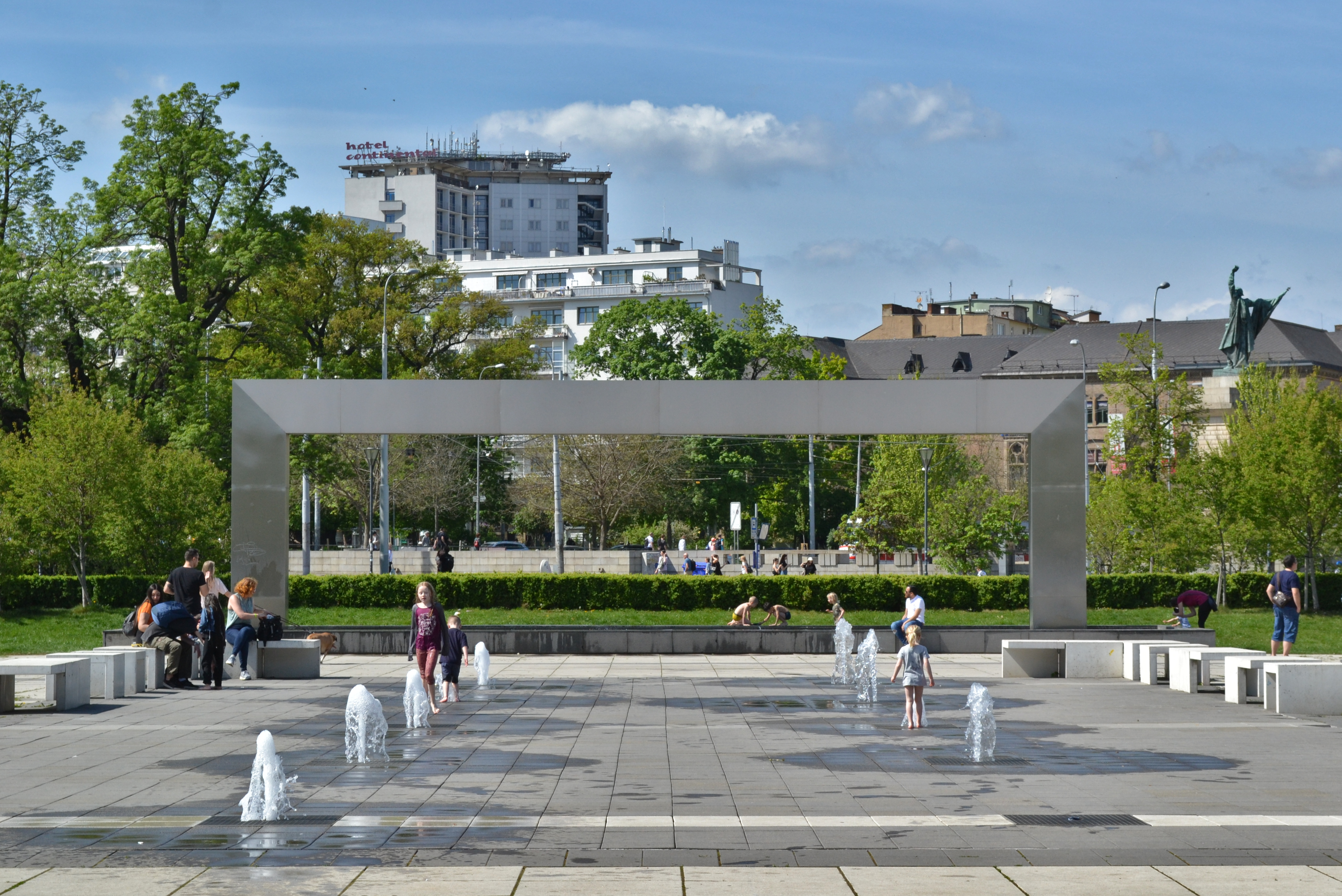
Fontána před divadlem
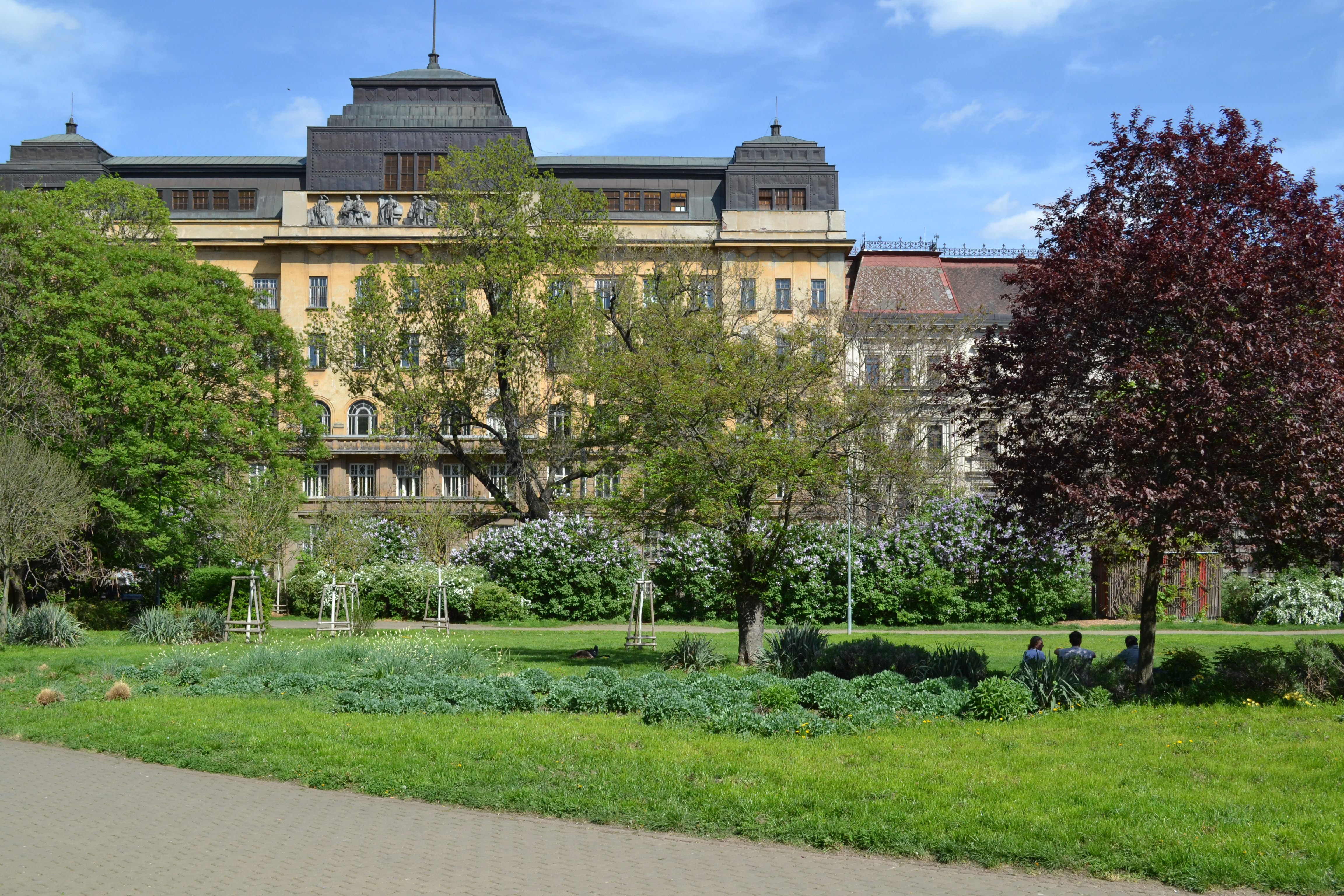
Park za Zemanovou kavárnou
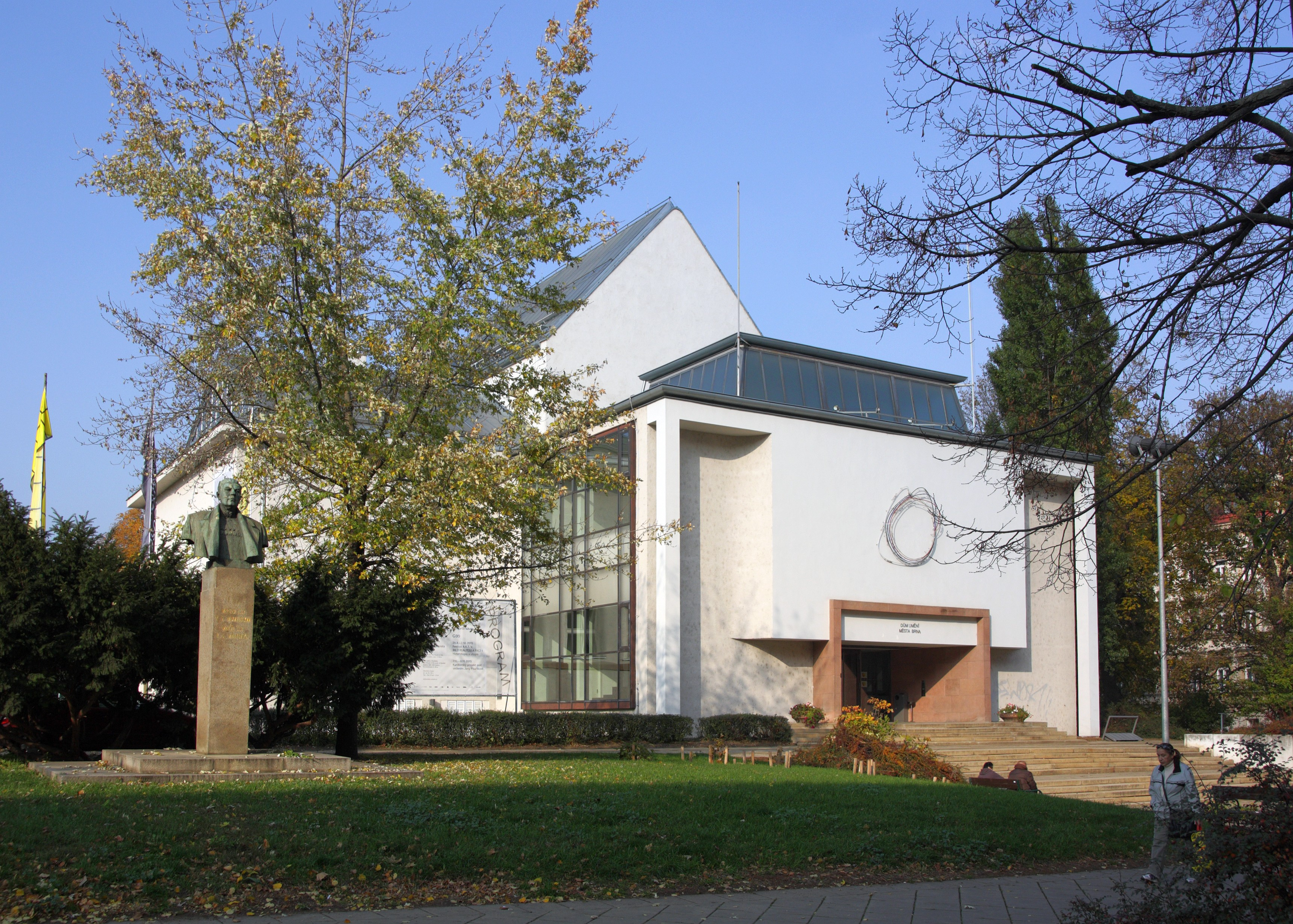
Dům umění
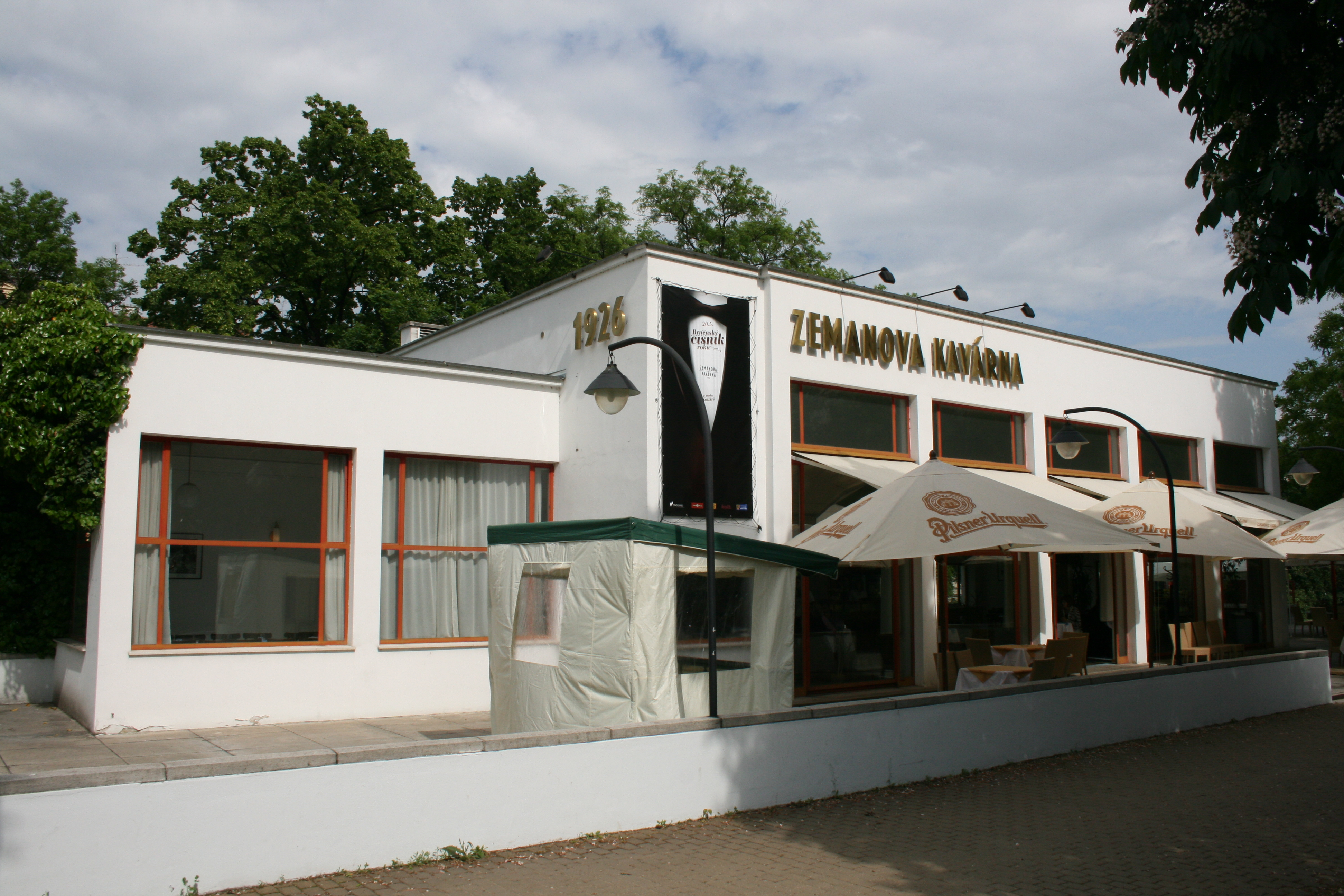
Zemanova kavárna
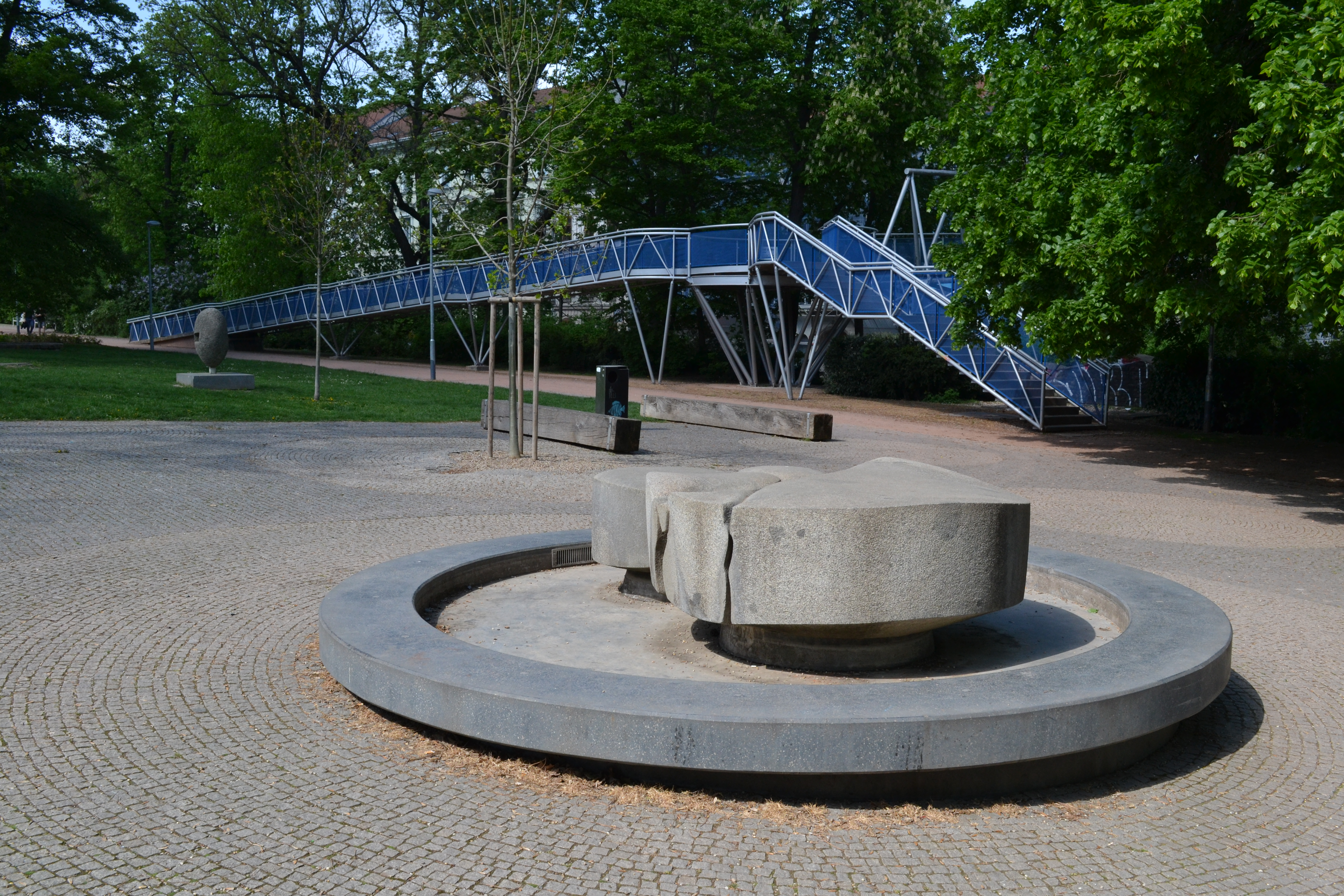
Kašna a lávka přes Koliště
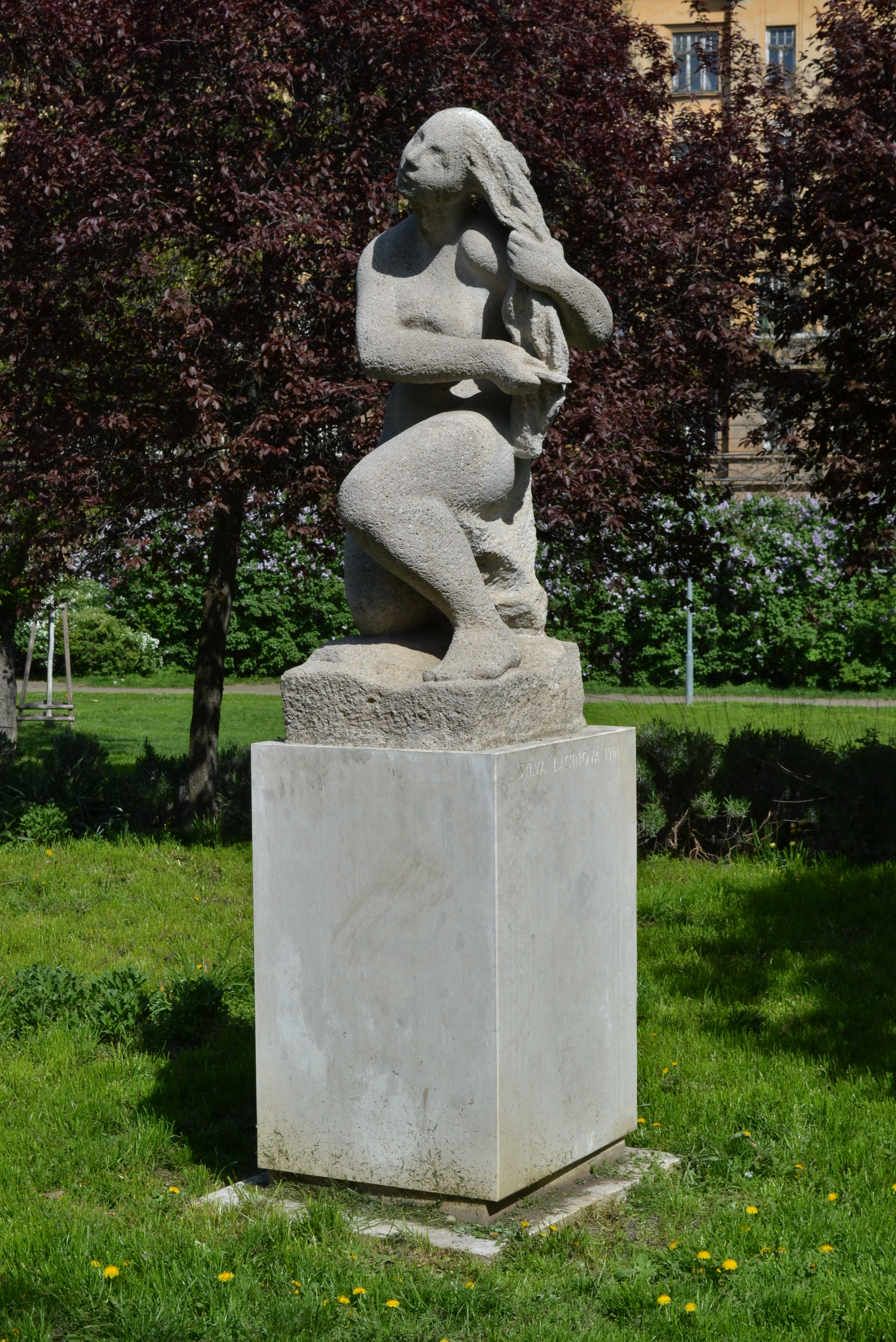
Česající se dívka
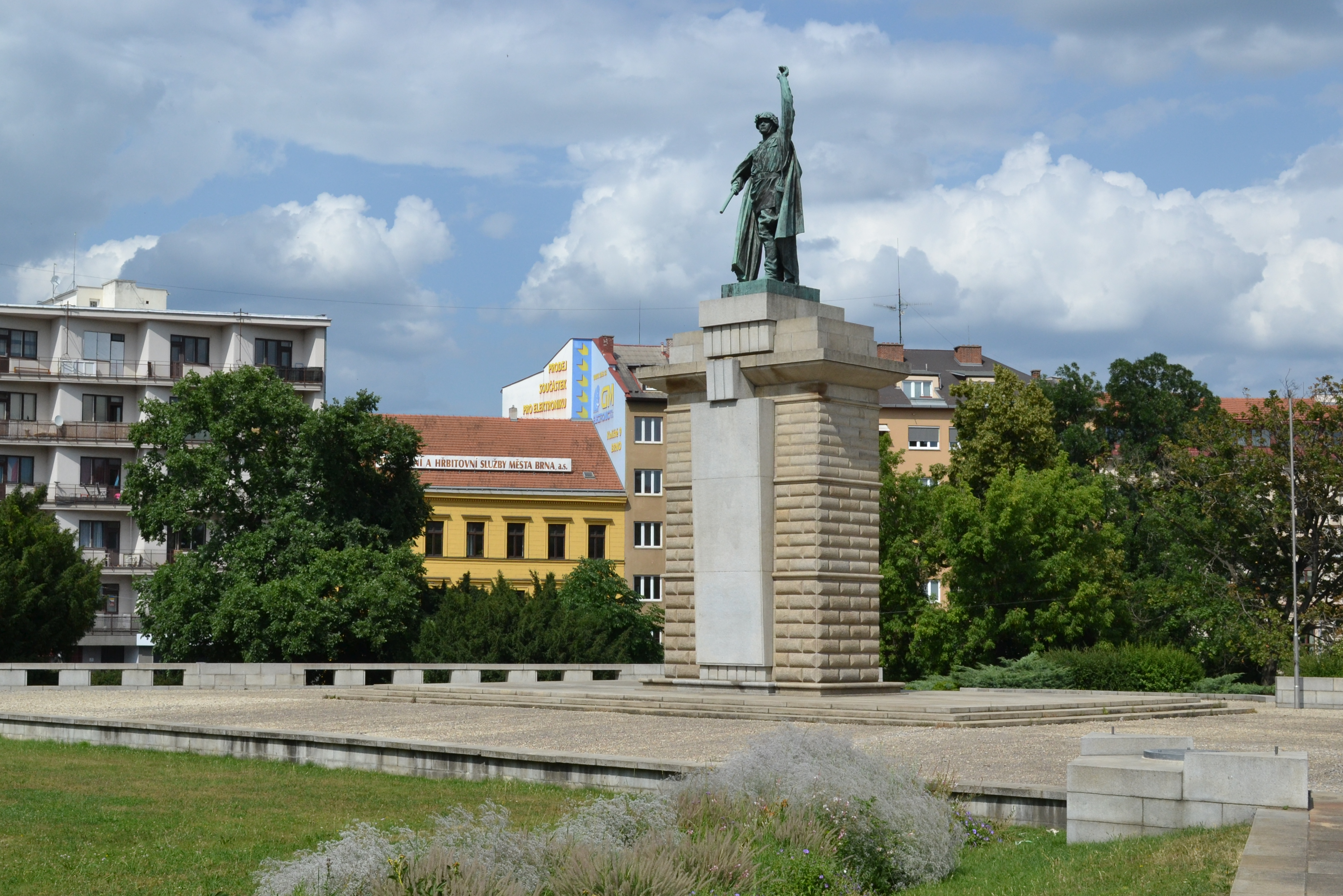
Pomník Rudé armády
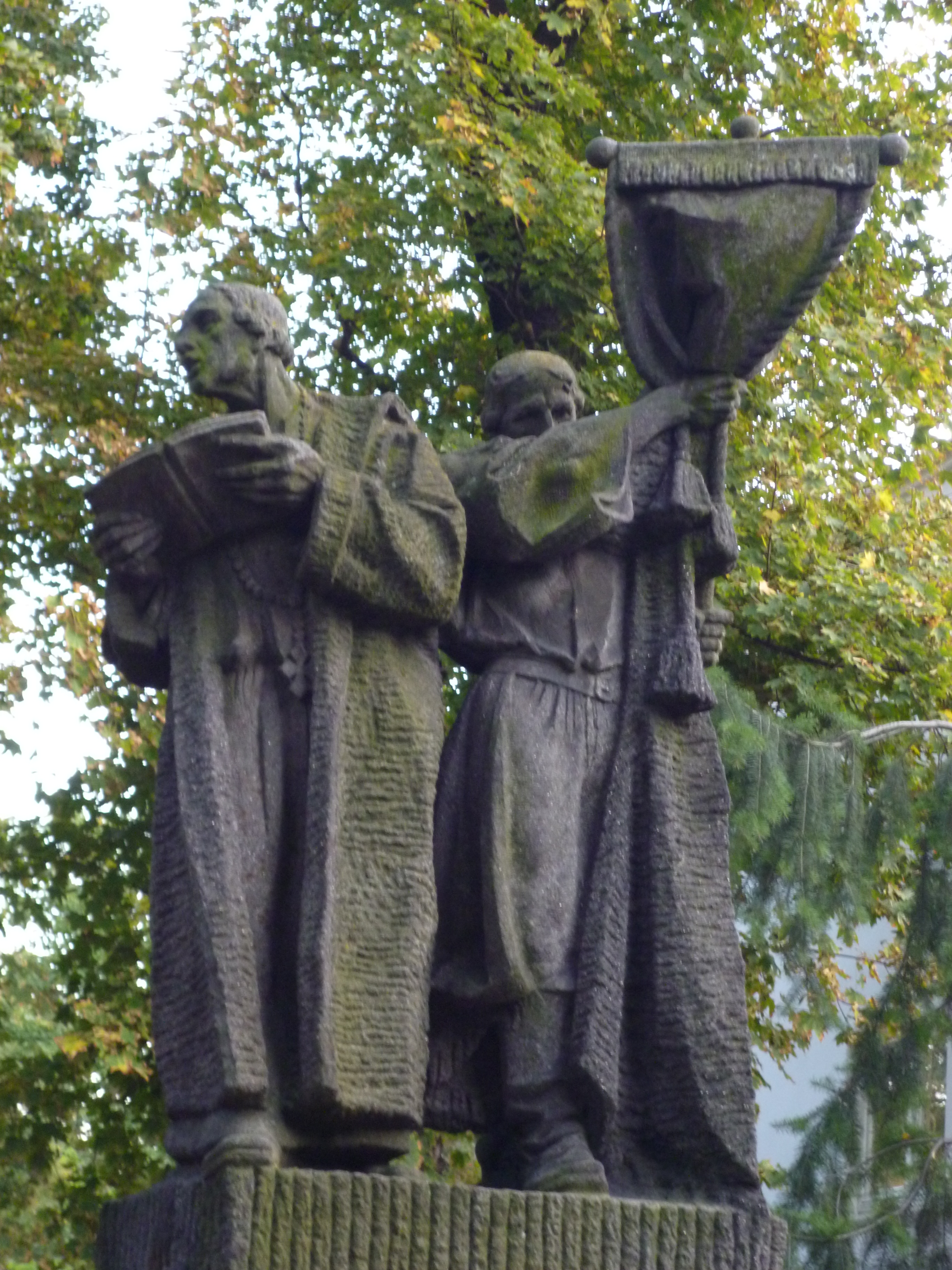
Sousoší Poutníci
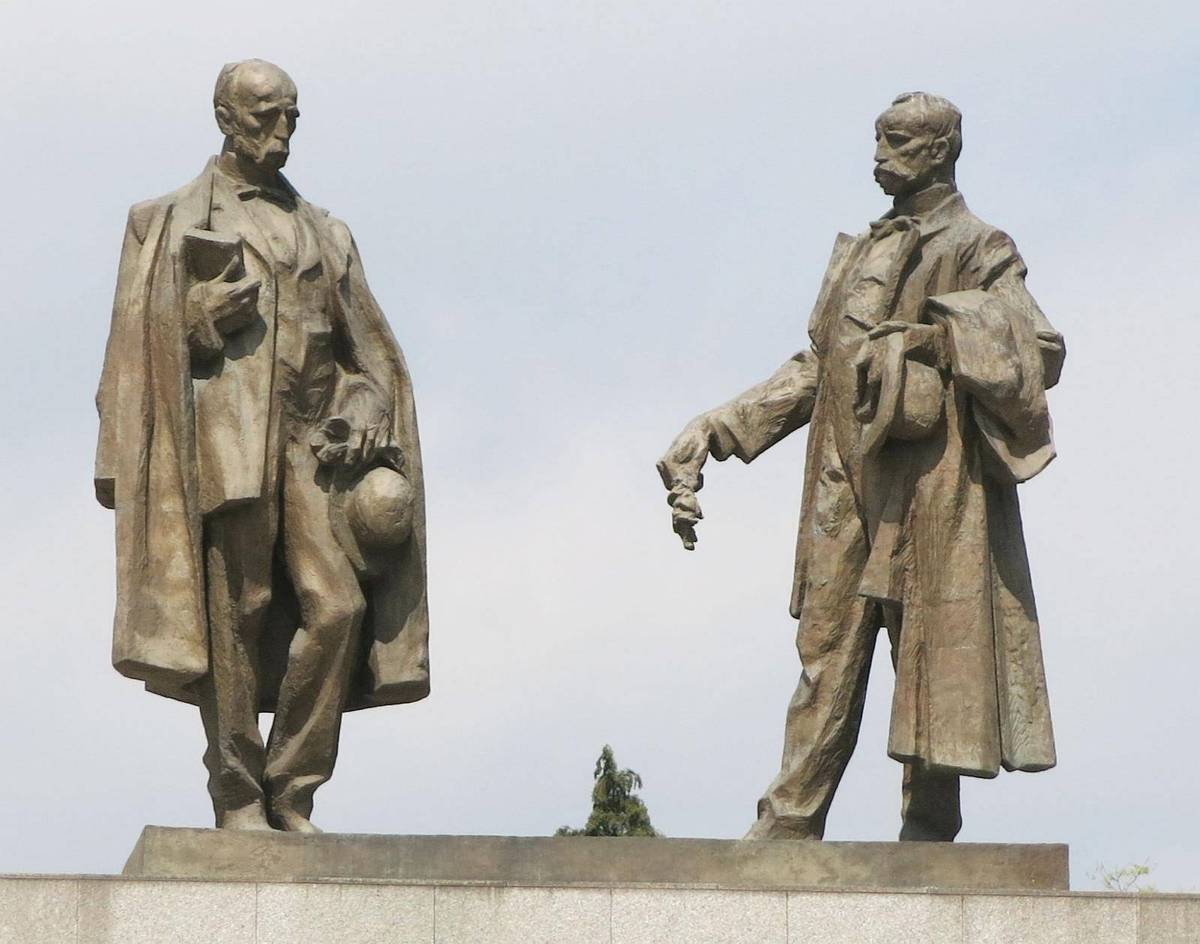
Sousoší bratří Mrštíků
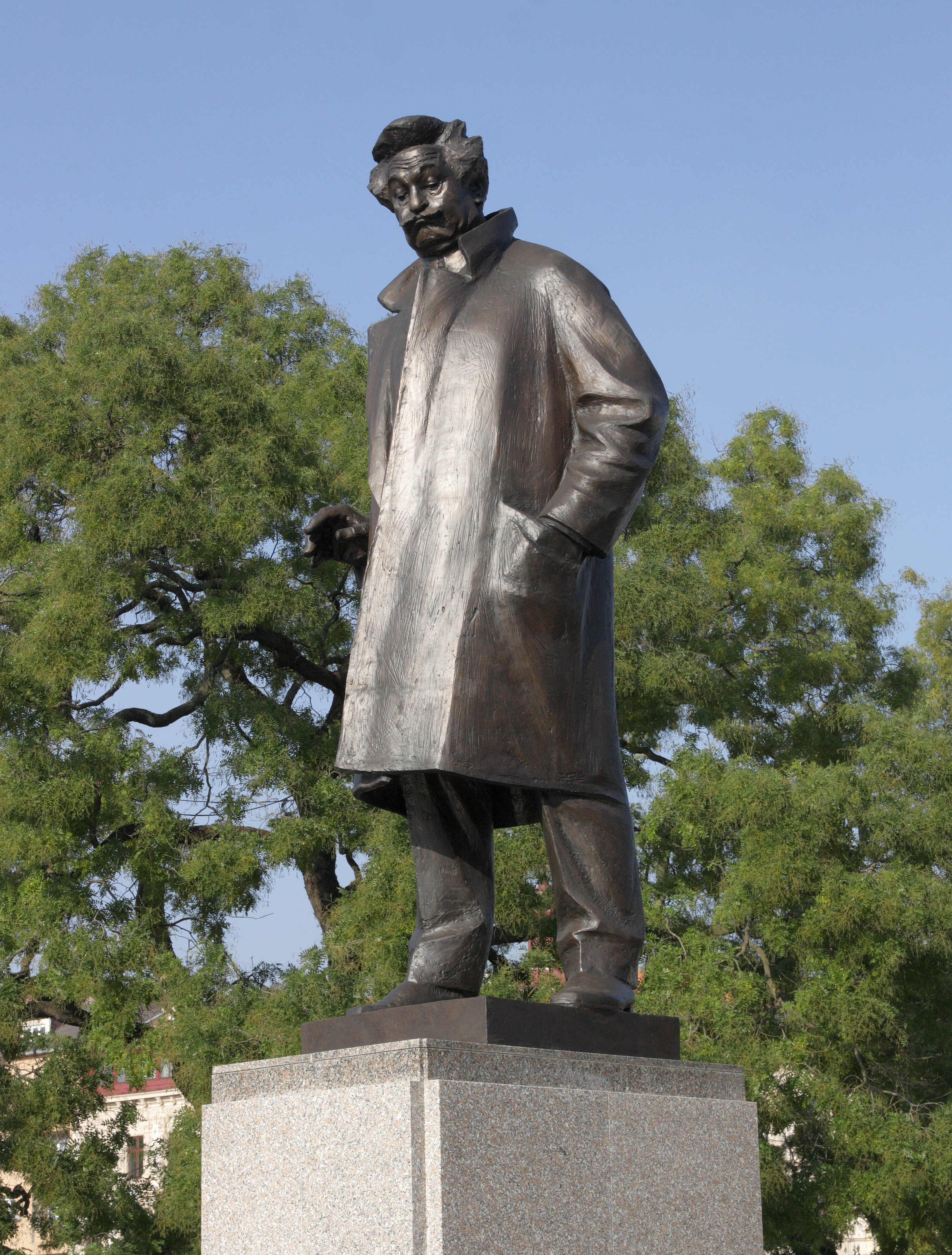
Socha Leoše Janáčka
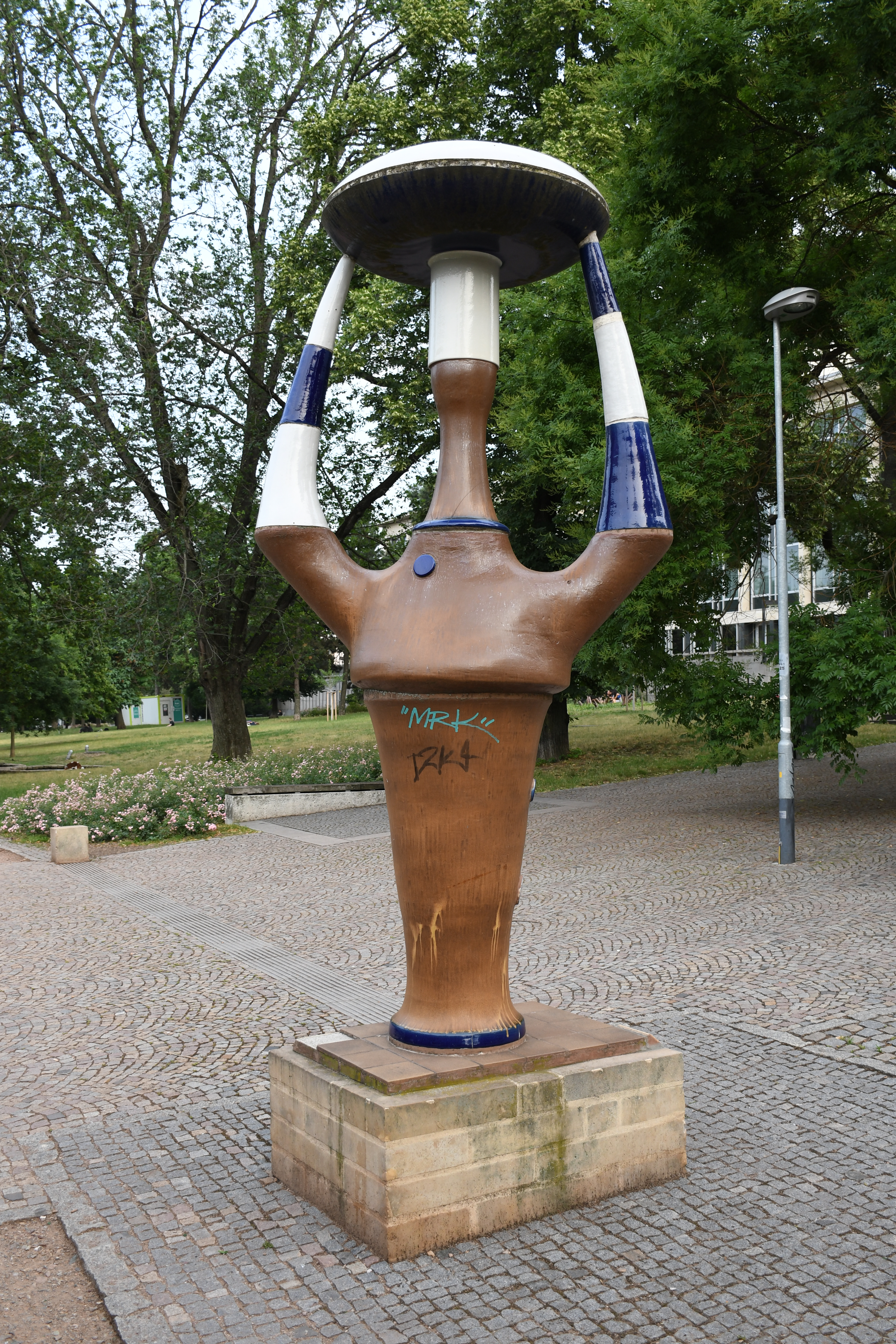
Královna noci
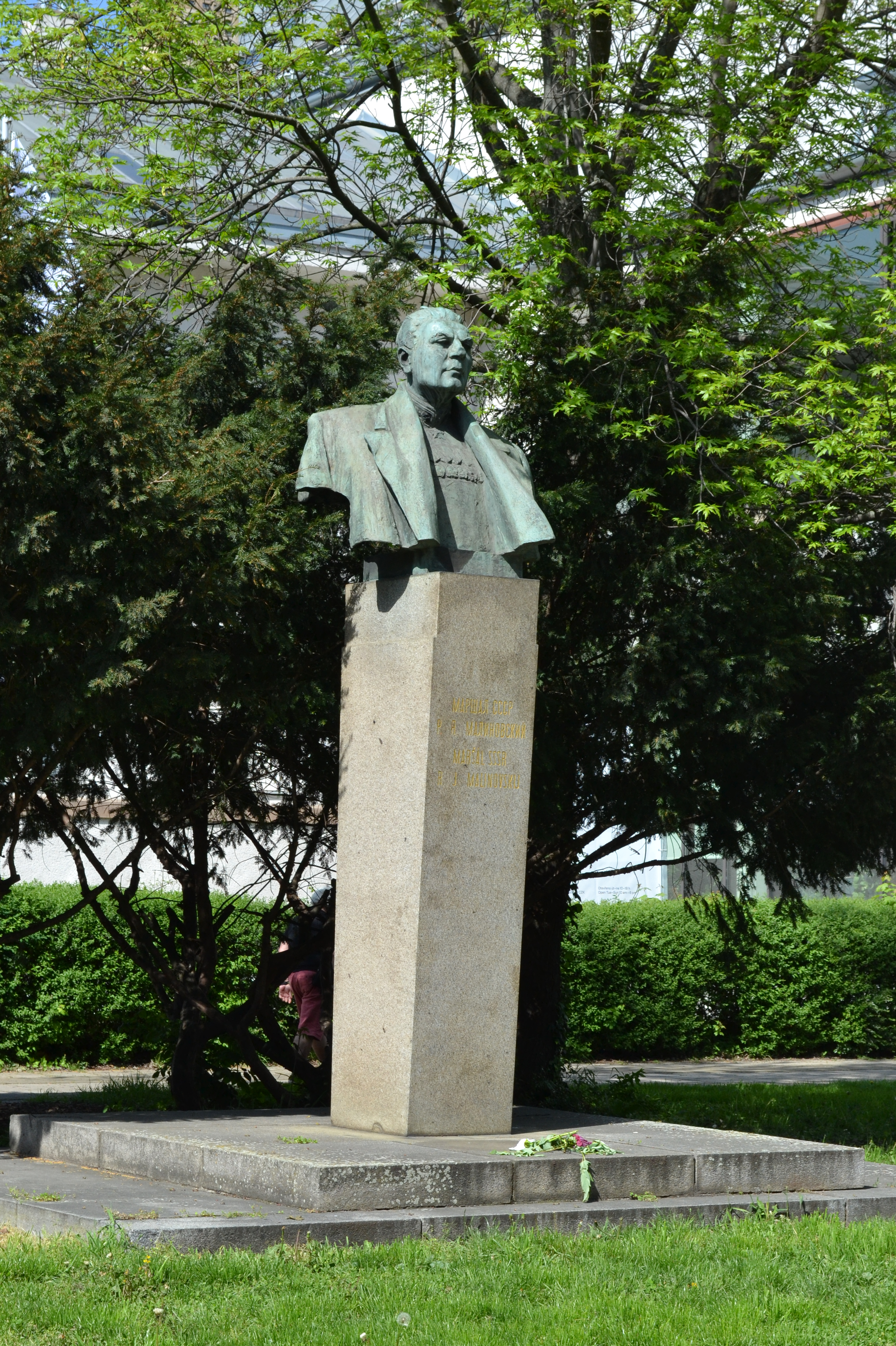
Busta maršála Malinovského